# Libkov, Domažlice
Libkov là một làng thuộc huyện Domažlice, vùng Plzeňský, Cộng hòa Séc.